# درسدنر بانک

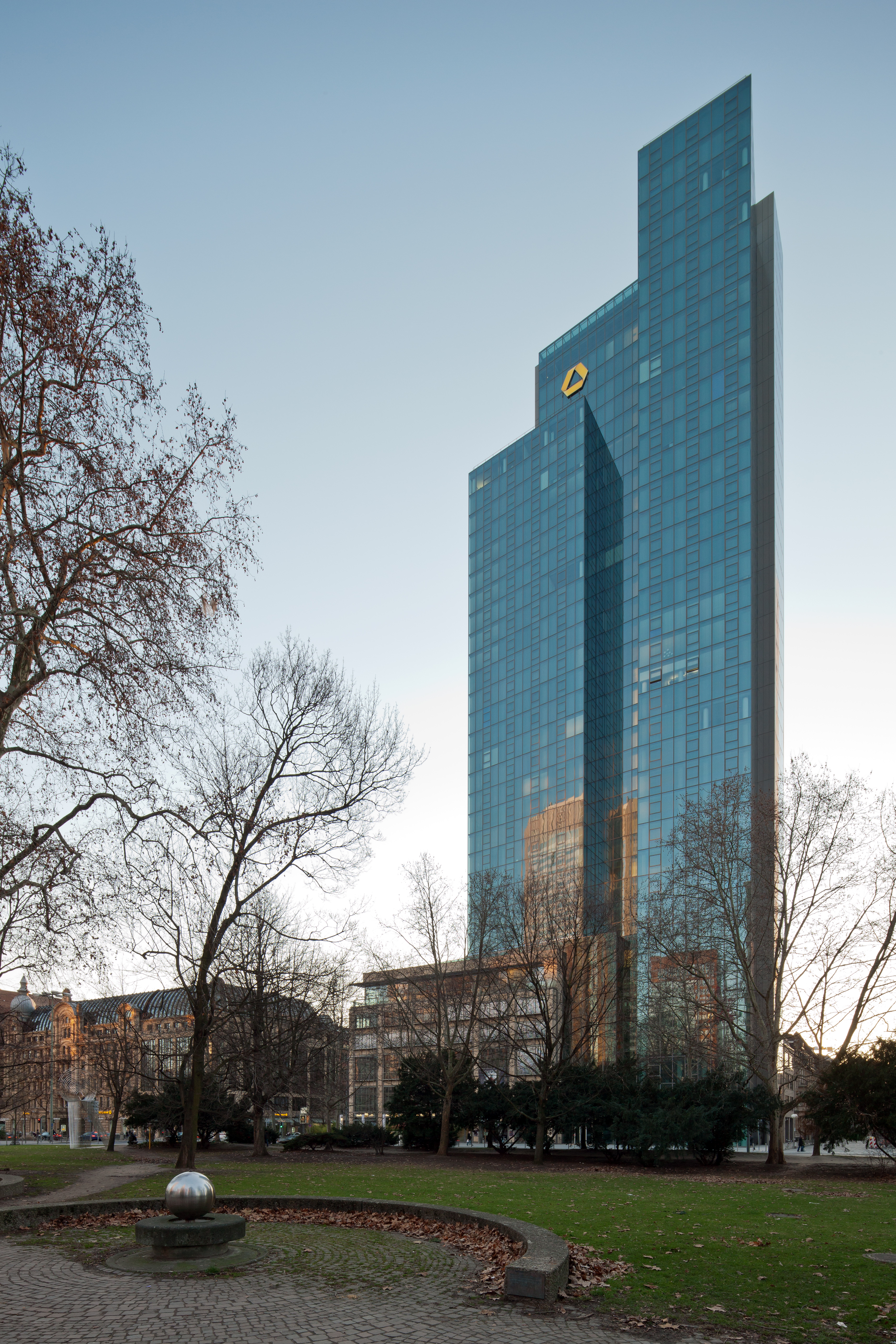
ساختمان مرکزی کومرتس‌بانک که درسدنر بانک در آن ادغام شد واقع در فرانکفورت

درسدنر بانک، (به آلمانی: Dresdner Bank) بانک آلمانی مستقر در فرانکفورت است، که فعالیت‌های آن، در زمینه ارائه خدمات بانکداری خرد و بانکداری شرکتی متمرکز می‌باشد.
بانک درسدنر در سال ۱۸۷۲ توسط کارل کاسکل، فلیکس کاسکل و اویگن گوتمان در شهر درسدن راه‌اندازی شد و از سال ۱۹۰۰ به‌عنوان بزرگترین بانک در کشور آلمان شناخته می‌شد. در سال ۲۰۰۲ این بانک توسط شرکت بیمه آلیانتس خریداری شد و به‌عنوان شرکت تابعه و بازوی ارائه خدمات بانکداری این شرکت آلمانی فعالیت خود را از سر گرفت.
در تاریخ ۳۱ اوت ۲۰۰۸ با مبلغ ۹٫۸ میلیارد یورو توسط کومرتس‌بانک تصاحب گردید، سپس در ۱۱ مه ۲۰۰۹ با کومرتس‌بانک ادغام شد.